# Peterskirche (Leipzig)

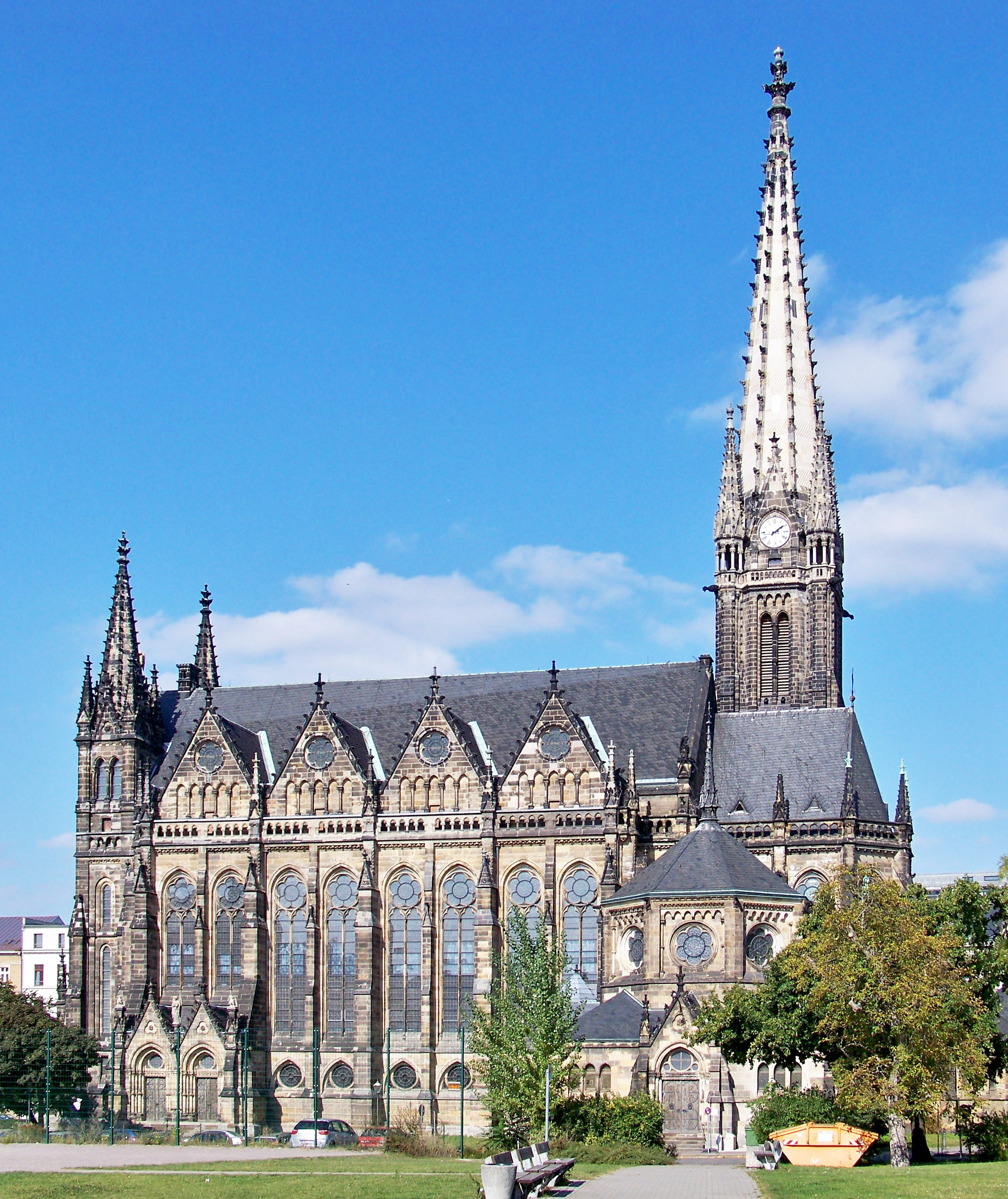
Peterskirche im Oktober 2009

Die Peterskirche ist eine evangelisch-lutherische Pfarrkirche im südlichen Zentrum von Leipzig auf dem heutigen Gaudigplatz. Aufgrund der nicht mehr vorhandenen festen Bestuhlung der Kirche bietet das Kirchenschiff einen flexiblen Veranstaltungsraum, der neben den Gottesdiensten auch für vielfältige Konzerte, Theateraufführungen, Ausstellungen und Tagungen genutzt wird. So finden u. a. Veranstaltungen des Leipziger Wave-Gotik-Treffens in der Kirche statt.

## Baugeschichte (1876–1886)
Aufgrund der stark gewachsenen Mitgliederzahl der Petersgemeinde entschloss sich der Kirchenvorstand 1876 unter Vorsitz des Pfarrers und Theologieprofessors Gustav Adolf Fricke, einen Kirchenneubau zu errichten. Eine geeignete Fläche erwarb die Kirchgemeinde durch den Tausch des Areals der alten Peterskirche gegen den damaligen Schletterplatz südlich der Innenstadt. Nach Ausschreibung eines Architekturwettbewerbes im gesamten deutschsprachigen Raum im Jahr 1877 und Prüfung der eingegangenen 80 Entwürfe wurden die Architekten August Hartel und Constantin Lipsius für die Erstellung und Realisierung eines gemeinschaftlichen Entwurfs auf Grundlage ihrer zwei vorgeschlagenen Baupläne verpflichtet. Die Grundsteinlegung der neuen Peterskirche wurde am 17. September 1882 gefeiert, mit den Bauarbeiten hatte man jedoch bereits im März begonnen. Das neugotische Bauwerk besitzt mit 88,5 Metern bis heute den höchsten Kirchturm der Stadt und wurde am 27. Dezember 1885 geweiht. Zu diesem Zeitpunkt waren jedoch noch nicht alle Bauarbeiten abgeschlossen. So wurden die Ausmalung der Kirche und das Einsetzen der Glasgemäldefenster erst im Jahr 1886 vollendet.

## Entwicklung (1886–2009)
Zu Beginn des 20. Jahrhunderts wurde die ursprünglich vorhandene Gasbeleuchtung der Kirche durch mächtige elektrische Kronleuchter ersetzt, welche wiederum 1965 neuen Deckenleuchtern wichen. 1937 wurde vor dem Eingang das Kriegerdenkmal aufgestellt. Am 4. Dezember 1943 erlitt die Kirche bei einem Luftangriff auf Leipzig erhebliche Schäden, die u. a. das Hauptdach, die Kapellen, die Fenster und auch teilweise den Innenraum betrafen. So ging die 1885 von Wilhelm Sauer gefertigte große Orgel verloren. Der Dachstuhl und das Gewölbe wurden 1948/49 provisorisch gesichert. Das Gotteshaus hatte rund zehn Jahre kein Hauptdach, ehe es ab 1954 mit schwedischer Hilfe wieder errichtet wurde. Der Plan, die Sauer-Orgel herzurichten, wurde 1957 endgültig aufgegeben. In den Folgejahren kam es zu weiteren Zerstörungen durch Diebstahl, Vandalismus und witterungsbedingte Steinzersetzung.
Die EKD stellte zwischen 1973 und 1975 die Summe von 155.000 D-Mark bereit, damit über ein Kirchenbauprogramm in der DDR dieselbe Summe in DDR-Mark für Sanierungs-Bauleistungen dieses Sakralbaus verfügbar war.
1978 beschloss die Kirchgemeinde, das feste Gestühl aus dem Kirchenraum zu entfernen.
Nach der politischen Wende wurde 1992 mit der Beräumung und schrittweisen Instandsetzung der Kirche begonnen. Seither wurden das Dach, weite Teile der Sandsteinfassade und die gesamte Taufkapelle saniert. Der Glockenturm wurde in den Jahren 2005 bis 2009 aufgrund des stark verwitterten Sandsteins bis zur Höhe des Zifferblattes der Turmuhr abgetragen und mit einer Kombination aus altem Material (außen) und neuen Sandsteinen (innen/tragende Teile) wieder aufgebaut. Zusätzlich wurde das Innere der Spitze mit mehreren Ringankern und Stahlverstrebungen gesichert. In einem zweiten Bauabschnitt innerhalb dieser fünf Jahre wurde auch der Turmschaft, also der untere Teil des Turmes, saniert. Die grundhafte Sanierung aller äußeren Bereiche der Peterskirche wurde im Juli 2014 abgeschlossen.
Bemerkenswert ist der in Sachsen einmalige restaurierte figürliche Bildzyklus der farbigen Glasmalereien der Kirche.
Der Leipziger Universitätschor nutzt die Kirche für Proben und Auftritte.

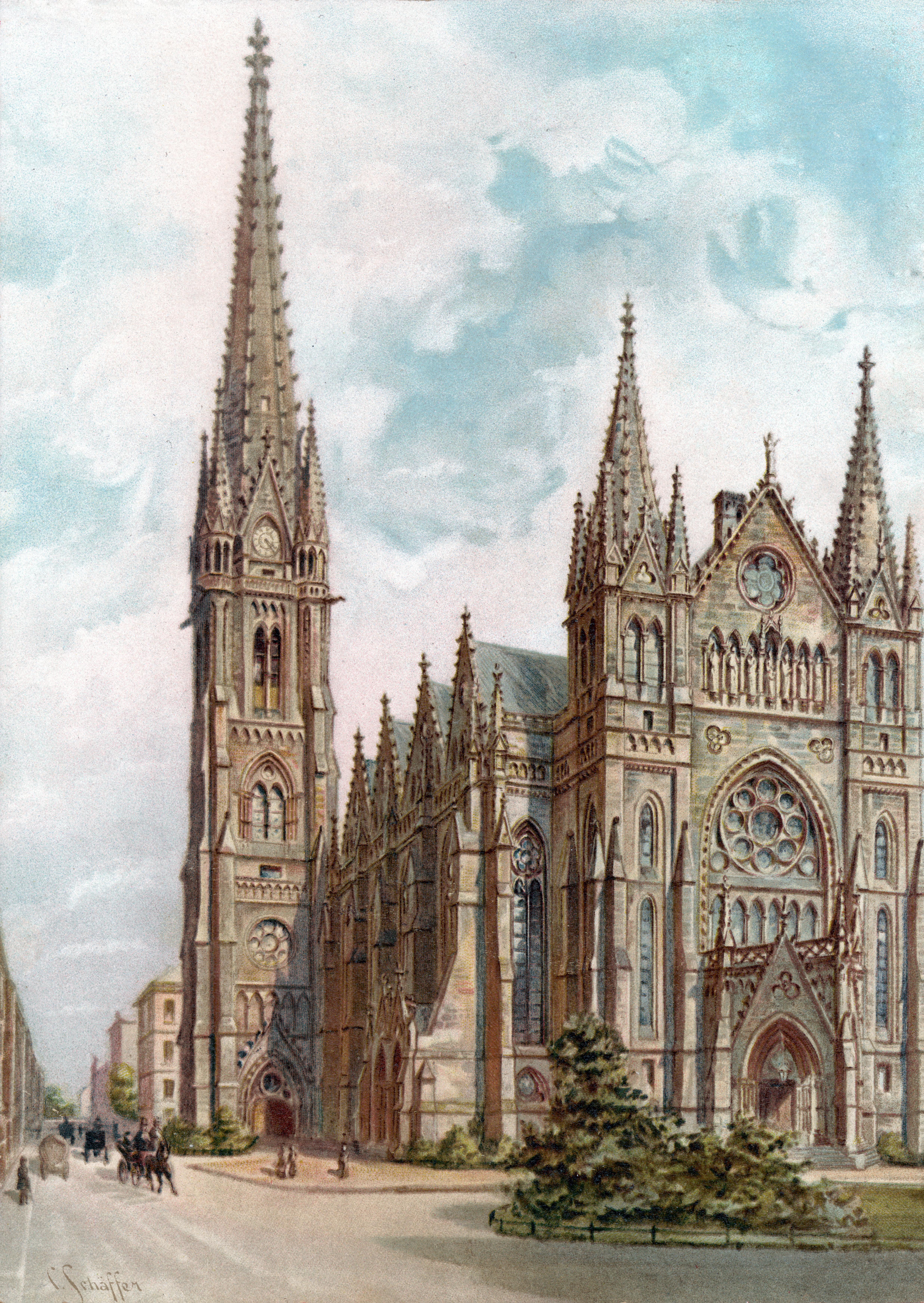
Chromolithographie von C. Schäffer, um 1898
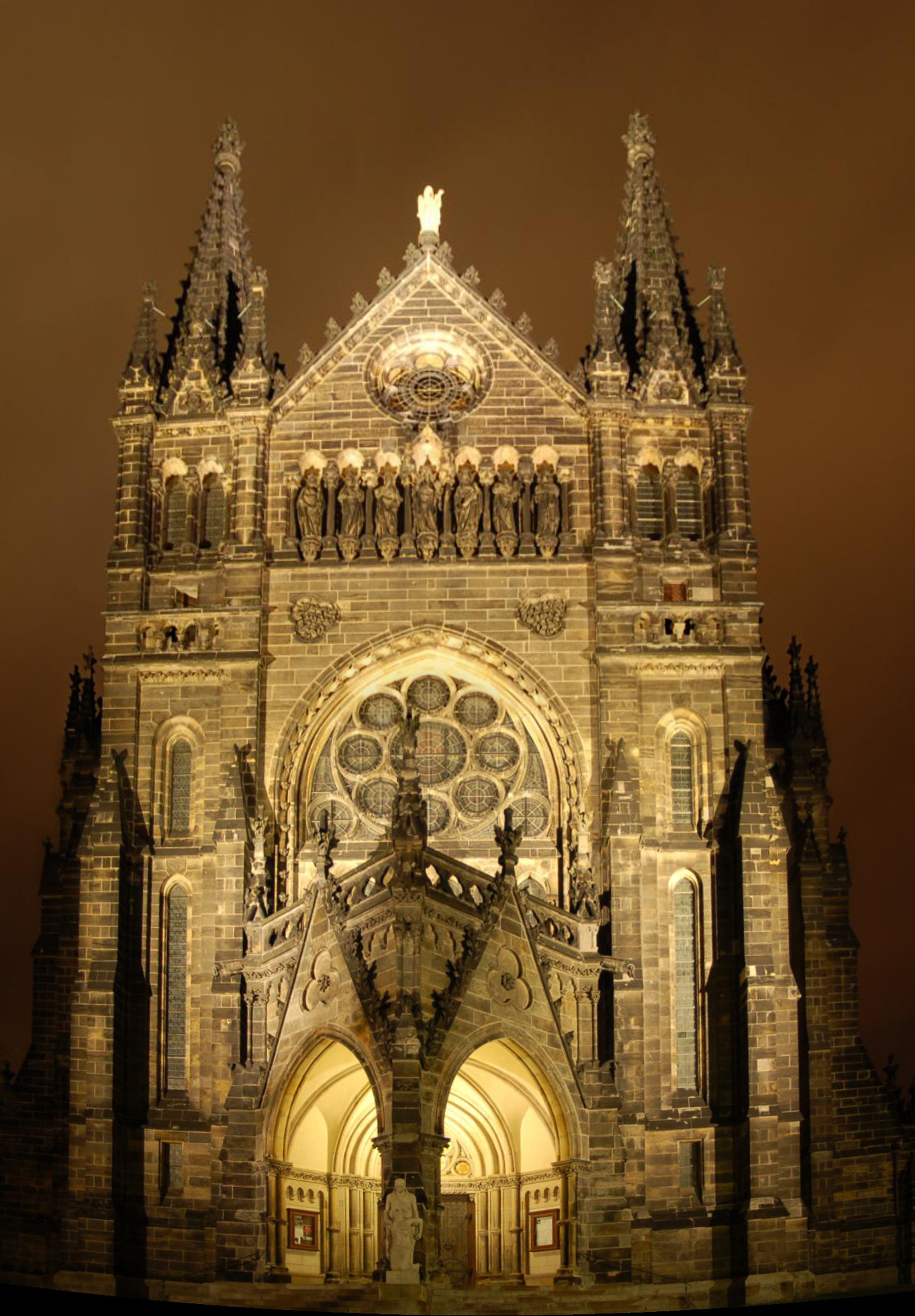
Das Eingangsportal bei Nacht (2007)
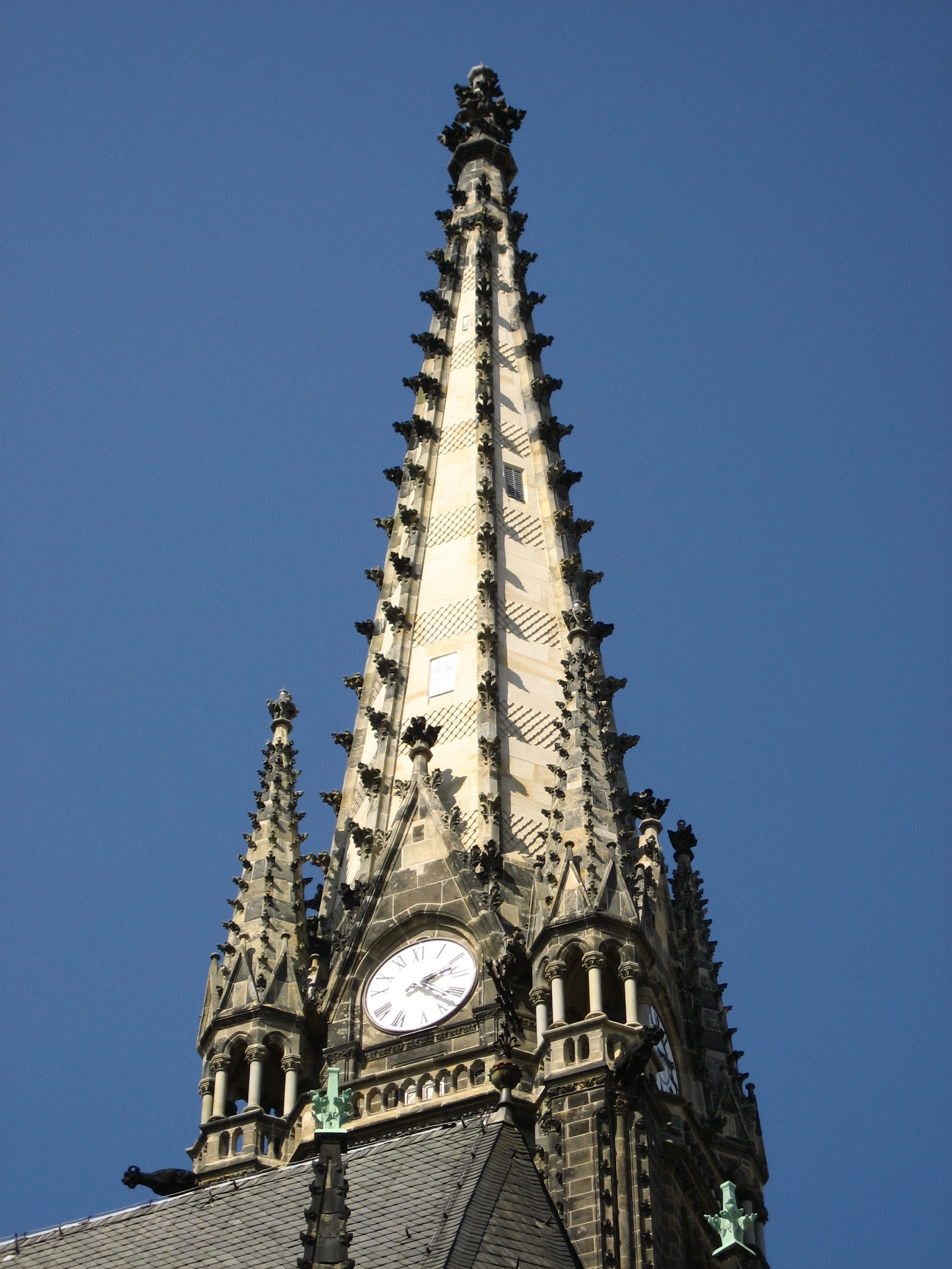
Die neu aufgebaute Turmspitze (2010)
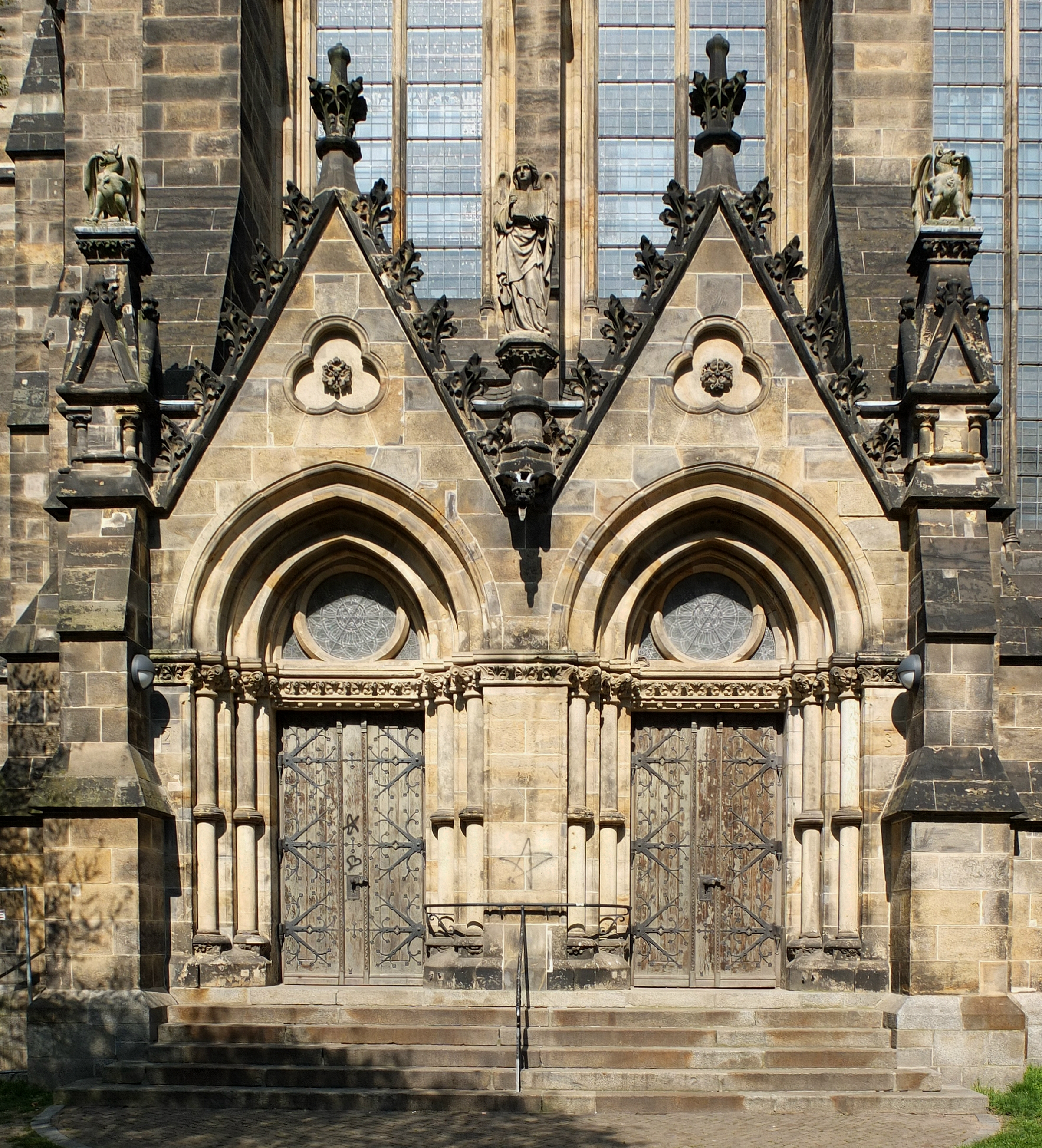
Das südliche Seitenportal (2017)

## Architektur
Das Dehio-Handbuch Sachsen II von 1998 nennt die Peterskirche eine Hallenkirche. Das ist insofern begründet, als die Kämpfer der Mittelschiffsgewölbe und der Seitenschiffsjoche auf gleicher Höhe liegen. Allerdings sind die Seitenschiffsjoche untereinander durch Bögen verbunden, die knapp unterhalb der Kämpferhöhe der Gewölbe enden. Diese Spezialform der Hallenkirche mit leichter Annäherung an den Abseitensaal findet sich in der mittelalterlichen Architektur hier und da in Frankreich. Da das Mittelschiff deutlich höher ragt als die Seitenschiffe, ist die Peterskirche eine Staffelhalle. Zudem sind die Seitenschiffe mit gemauerten Emporen ausgefüllt, ist die Kirche also eine Emporenhalle.
Von außen betrachtet, liegen die Seitenschiffe unter Reihen von abgewalmten Zwerchdächern.

## Orgeln
Bis 1943 verfügte die Peterskirche über eine große Orgel der Orgelbaufirma Wilhelm Sauer (Frankfurt/Oder). Dieses Instrument war 1885 erbaut worden und hatte 60 Register. Die von Fachleuten gelobte Qualität dieser Orgel machte Sauer den Weg, den Auftrag für die kurz danach errichtete große Orgel der Thomaskirche zu erhalten, frei.
| I. Manual C–f3   |        |
| Principal        | 16′    |
| Bordun           | 16′    |
| Principal        | 8′     |
| Flûte harmonique | 8′     |
| Gamba            | 8′     |
| Gedact           | 8′     |
| Gemshorn         | 8′     |
| Nassard          | 5 1⁄3′ |
| Octave           | 4′     |
| Rohrflöte        | 4′     |
| Gemshorn         | 4′     |
| Quinte           | 2 ⁄3′  |
| Octave           | 2′     |
| Mixtur III       |        |
| Scharf V         |        |
| Cornett V        |        |
| Bombarde         | 16′    |
| Trompete         | 8′     |

| II. Manual C–f3 |       |
| Salicional      | 16′   |
| Gedact          | 16′   |
| Principal       | 8′    |
| Rohrflöte       | 8′    |
| Harmonika       | 8′    |
| Salicional      | 8′    |
| Quintatön       | 8′    |
| Octave          | 4′    |
| Flauto dolce    | 4′    |
| Quinte          | 2 ⁄3′ |
| Octave          | 2′    |
| Mixtur IV       |       |
| Cornett III     |       |
| Clarinette      | 8′    |

| III. Manual C–f3 |       |
| Gamba            | 16′   |
| Lieblich Gedact  | 16′   |
| Principal        | 8′    |
| Gedact           | 8′    |
| Concertflöte     | 8′    |
| Aeoline          | 8′    |
| Fugar            | 4′    |
| Traversflöte     | 4′    |
| Gemshornquinte   | 2 ⁄3′ |
| Flautino         | 2′    |
| Voix céleste     | 8′    |
| Vox humana       | 8′    |

| Pedal C–f1      |         |
| Majorbass       | 32′     |
| Principal       | 16′     |
| Violon          | 16′     |
| Subbass         | 16′     |
| Lieblich Gedact | 16′     |
| Gross-Nassard   | 10 2⁄3′ |
| Principal       | 8′      |
| Bassflöte       | 8′      |
| Violoncello     | 8′      |
| Dulciana        | 8′      |
| Quintatön       | 8′      |
| Octave          | 4′      |
| Posaune         | 16′     |
| Fagott          | 16′     |
| Trompete        | 8′      |
| Clairon         | 4′      |

- Koppeln: Manualkoppeln, Pedalkoppeln, Generalkoopeln

Das Instrument war seit den Bombenangriffen im Jahr 1943 stark der Witterung ausgesetzt. 1958 wurden die Pfeifen teilweise eingeschmolzen, teilweise in anderen Instrumenten wiederverwendet. Erhalten ist nur noch der Prospekt. Seit 1995 gibt es Pläne für den Neubau einer großen Orgel nach dem Vorbild Aristide Cavaillé-Colls. Die Ausführung dieses Projekts wird erst nach abgeschlossener Restaurierung des Innenraums der Kirche möglich sein.

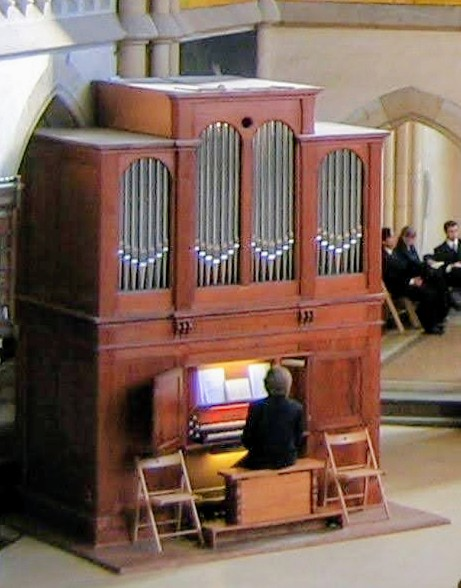
Jahn-/Eule-Orgel

Derzeit wird eine kleine, um das Jahr 1900 von Johannes Jahn (Dresden) erbaute und von Eule erweiterte Orgel als Begleitinstrument benutzt. Die Jahn-/Eule-Orgel stand bis 1968 in der Universitätskirche und konnte durch die Initiative von Winfried Schrammek vor der Vernichtung bewahrt werden, indem sie in den letzten zwei Tagen vor der Sprengung dieser Kirche eiligst ausgebaut, dabei unter Zeitdruck allerdings unsachgemäß demontiert wurde. Von 1973 bis 1994 stand sie im Gemeindesaal der Peterskirche, der später abgerissen wurde. Nach einer umfangreichen Restaurierung durch den Orgelbauer Gerd-Christian Bochmann, Kohren-Sahlis wurde sie am 19. November 1995 feierlich in der Peterskirche aufgestellt. Seit 1995 ist sie eine Dauerleihgabe der Universität Leipzig an die Petersgemeinde.
| Untermanual C–f3 |               |    |
| 1.               | Prinzipal     | 8′ |
| 2.               | Octave        | 4′ |
| 3.               | Scharf III-IV |    |

| Obermanual C–f3 |           |    |
| 4.              | Gedackt   | 8′ |
| 5.              | Flöte     | 4′ |
| 6.              | Rohrflöte | 2′ |

| Pedal C–d1 |          |     |
| 7.         | Subbaß   | 16′ |
| 8.         | Quintade | 4′  |

- Koppeln: Manual-Coppel, Pedal-Coppel

## Glocken
In dem 88 Meter hohen Turm hängen vier bronzene Glocken aus dem 19. Jahrhundert. Aufgrund des guten Klangs des Geläuts blieben sie vom Einschmelzen in den Weltkriegen ausgenommen. Sie haben ein Gewicht von 1568, 1304, 781 und 339 Kilogramm, stammen aus der Glockengießerei von G. A. Jauck in Leipzig und sind auf den A-Dur-Akkord gestimmt.

## Geistliche

### Geistliche (1. Stelle) der Vorgängerkirche, 1711–1876
- 1711 – Adam Bernd
- 1729 – Christian d. J. Weiß
- 1732 – Romanus Teller
- 1737 – Carl Gottlob Hofmann
- 1740 – Johann Paul Ram
- 1740 – Romanus Teller
- 1747–1773 Johann Friedrich Bahrdt
- 1803 – Johann Heinrich Meißner
- 1813 – Friedrich August Wolf
- 1842 – Wilhelm Naumann
- 1865 – Gustav Adolf Fricke[10]

### Geistliche (1. Stelle) seit 1876

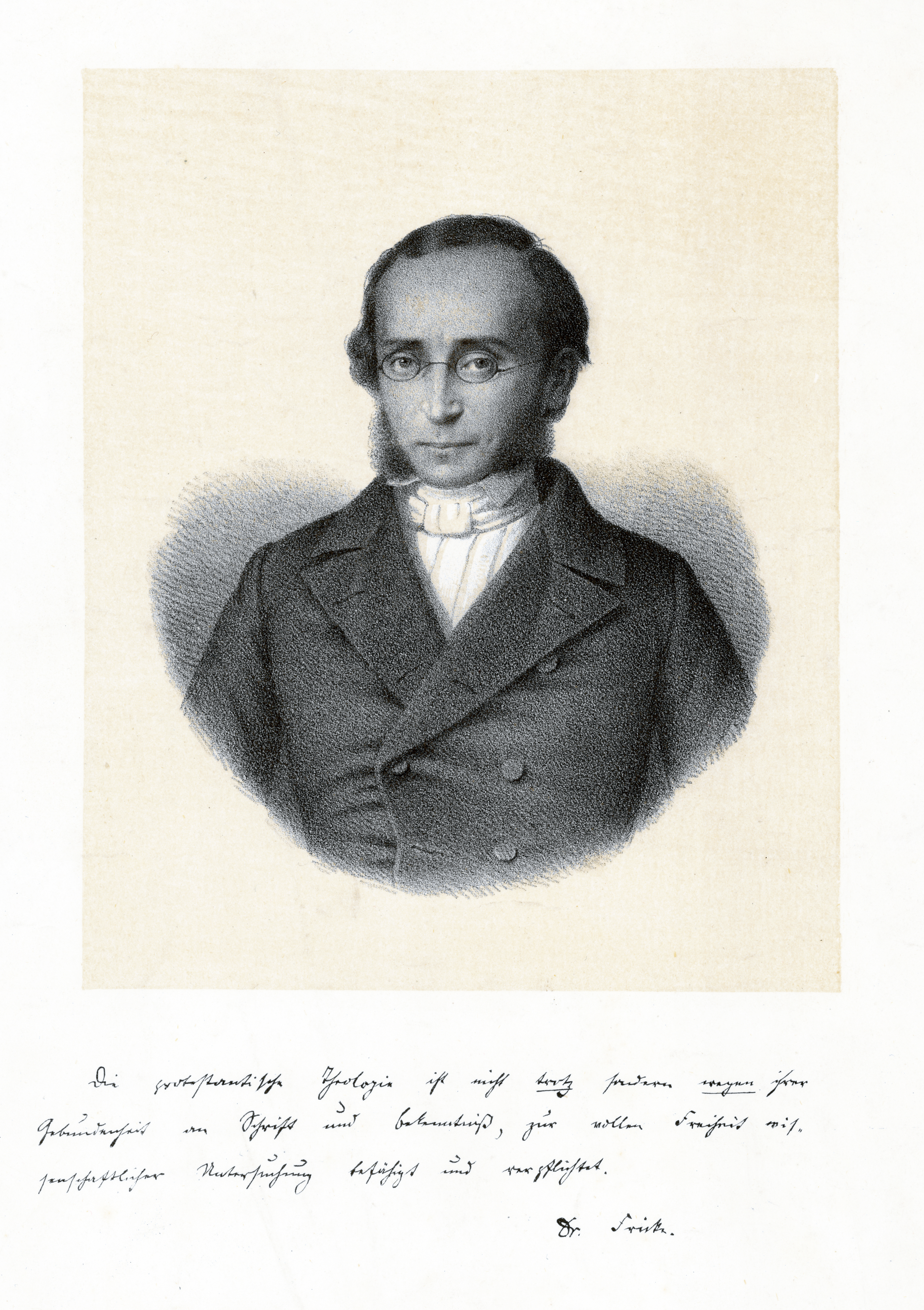
Gustav Adolf Fricke – Getönte Lithographie, um 1850.
„Die protestantische Theologie ist nicht trotz sondern wegen ihrer Gebundenheit an Schrift und Bekenntniß, zur vollen Freiheit wissenschaftlicher Untersuchung befähigt und verpflichtet.“

| Name                                 | Lebensdaten | an der Peterskirche | Pfarrstelle(n) |
| ------------------------------------ | ----------- | ------------------- | -------------- |
| Gustav Adolf Fricke                  | 1822–1908   | 1876–1887           | I              |
| Ernst Bruno Hartung                  | 1846–1919   | 1876–1916           | II, I          |
| Emil Joseph Krömer                   | 1845–1921   | 1876–1884           | III            |
| Arthur Thilo Schuch                  | 1858–1925   | 1881–1883           | IV             |
| Friedrich Johann Karl Oskar Sell     | 1857–1923   | 1885–1911           | IV, III, II    |
| Alexis Schumann                      | 1849–1931   | 1887–1890           | III, II        |
| Paul Martin Thieme                   | 1854–1904   | 1887–1904           | IV, III        |
| Paul Johannes Eckardt                | 1861–1920   | 1890–1920           | IV, III, II    |
| Ewald Paul Scherffig                 | 1866–1947   | 1904–1915           | IV, III        |
| Johannes Ernst Rietschel             | 1872–1960   | 1912–1928           | IV, III, II    |
| Curt Dehne                           | 1882–?      | 1915–1917           | IV             |
| Walther Ludwig Zenker                | 1864–1932   | 1916–1932           | I              |
| Adolf Paul Wunsch                    | 1874–?      | 1917–1925           | IV, III        |
| Paul Wilhelm Julius Fiebig           | 1876–1949   | 1918–1946           | V, IV, III     |
| Hermann Theodor Walter Kötzschke     | 1873–1939   | 1920–1926           | V, IV          |
| Karl Konrad Richter                  | 1886–1971   | 1926–1933           | V, IV          |
| Johann Wilhelm Georg Walther         | 1884–1984   | 1927–1947           | IV, II         |
| Heinrich Otto Walther Lenz           | 1892–?      | 1929–1948           | IV, III        |
| Heinrich Andreas Fröhlich            | 1886–1971   | 1932–1945           | I              |
| Arnold Ludwig Christfried Meigen     | 1889–1957   | 1934–1957           | V, II          |
| Gothardt Albrecht Willibald Fehlberg | 1906–1974   | 1947–1954           | III            |
| Hans Walter Friedrich                | 1911–1991   | 1948–1956           | I              |
| Ernst Georg-Siegfried Schmutzler     | 1915–2003   | 1954–1961           | III            |
| Manfred Seumel                       | 1927–2001   | 1957–1972           | I              |
| Walter Krumnow                       | 1909–1993   | 1959–1970           | II             |
| Christian Schreier                   | * 1938      | 1971–1980           | II, I          |
| Johann-Georg Haeffner                | * 1942      | 1973–2001           | II, I          |
| Horst König                          | 1928–2014   | 1984–1993           | II             |
| Johannes Toaspern                    | * 1955      | 2001–2012           | I              |
| Andreas Dohrn                        |             | 2013–2023           | I              |
| Christiane Dohrn                     |             | seit 2013           | I              |

## Historische Ansichten

Peterskirche Leipzig, projektierte Fassung von 1879
Peterskirche Leipzig, Holzschnitt von P. Meurer, 1882
Peterskirche Leipzig, Holzschnitt von Bruno Straßberger, 1885
Peterskirche Leipzig, Chorpartie, Zinkographie, 1889
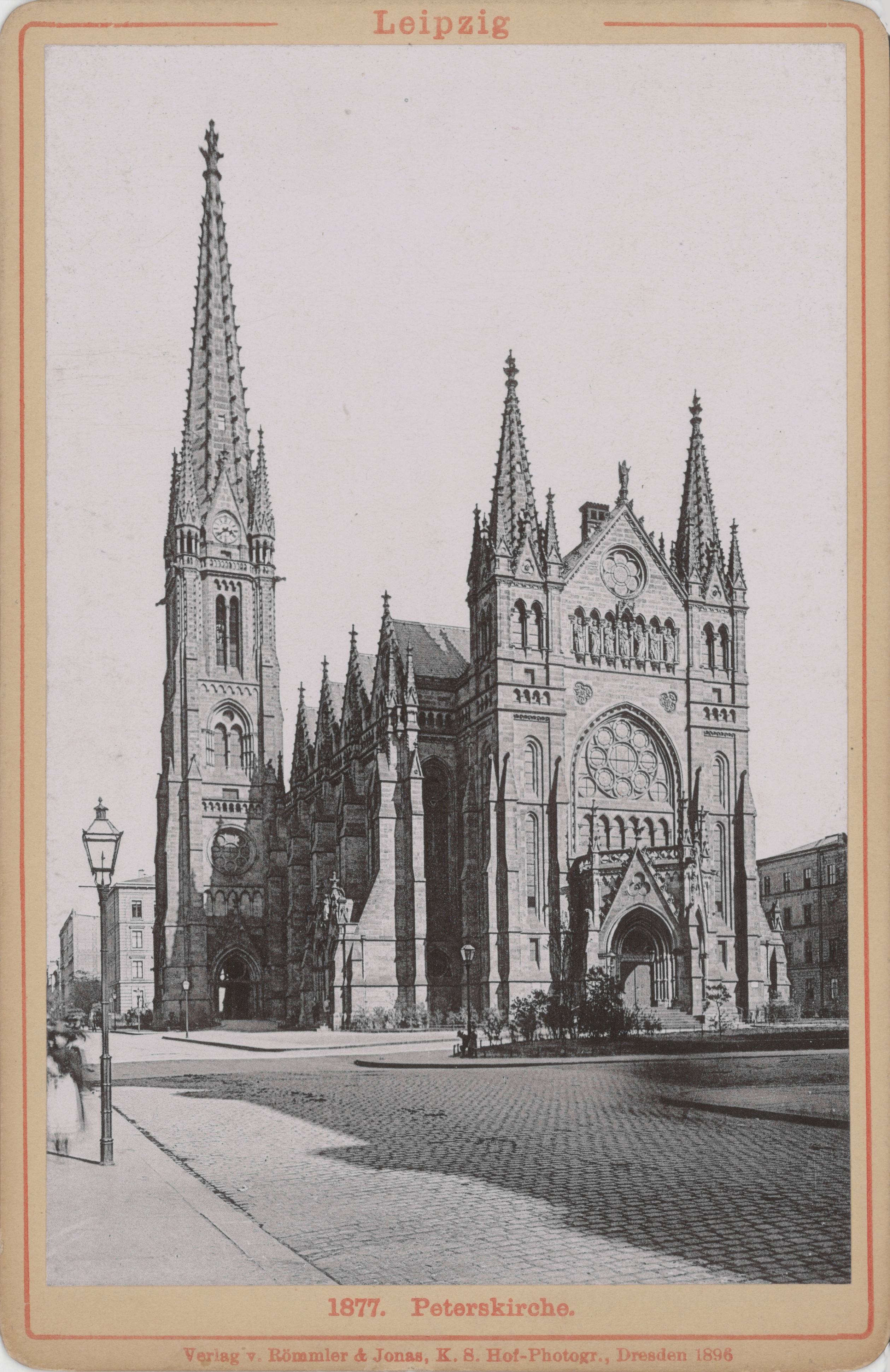
Peterskirche Leipzig, Kabinettfoto, Römmler & Jonas, 1896
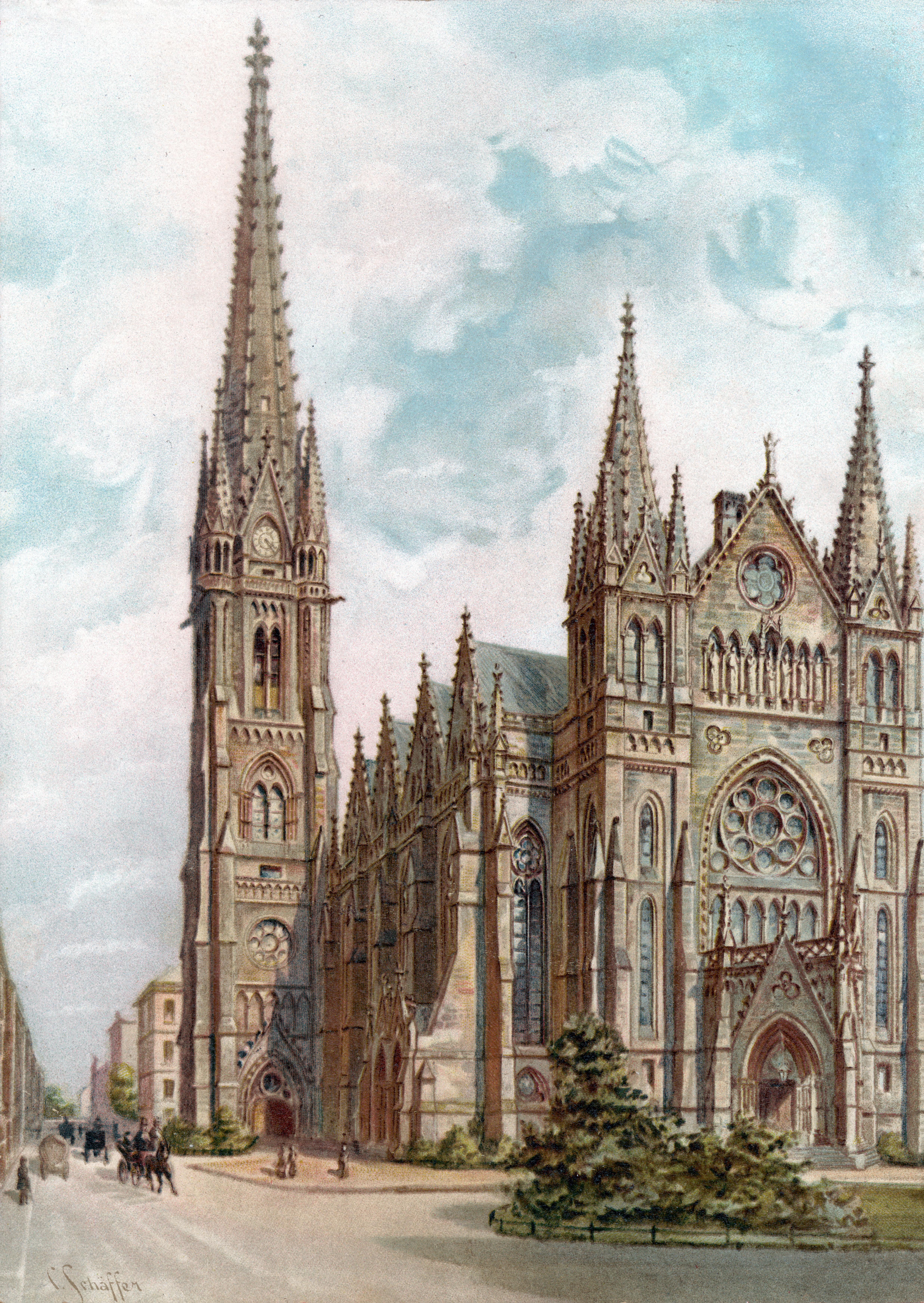
Peterskirche Leipzig, Chromolithographie von C. Schäffer, um 1898
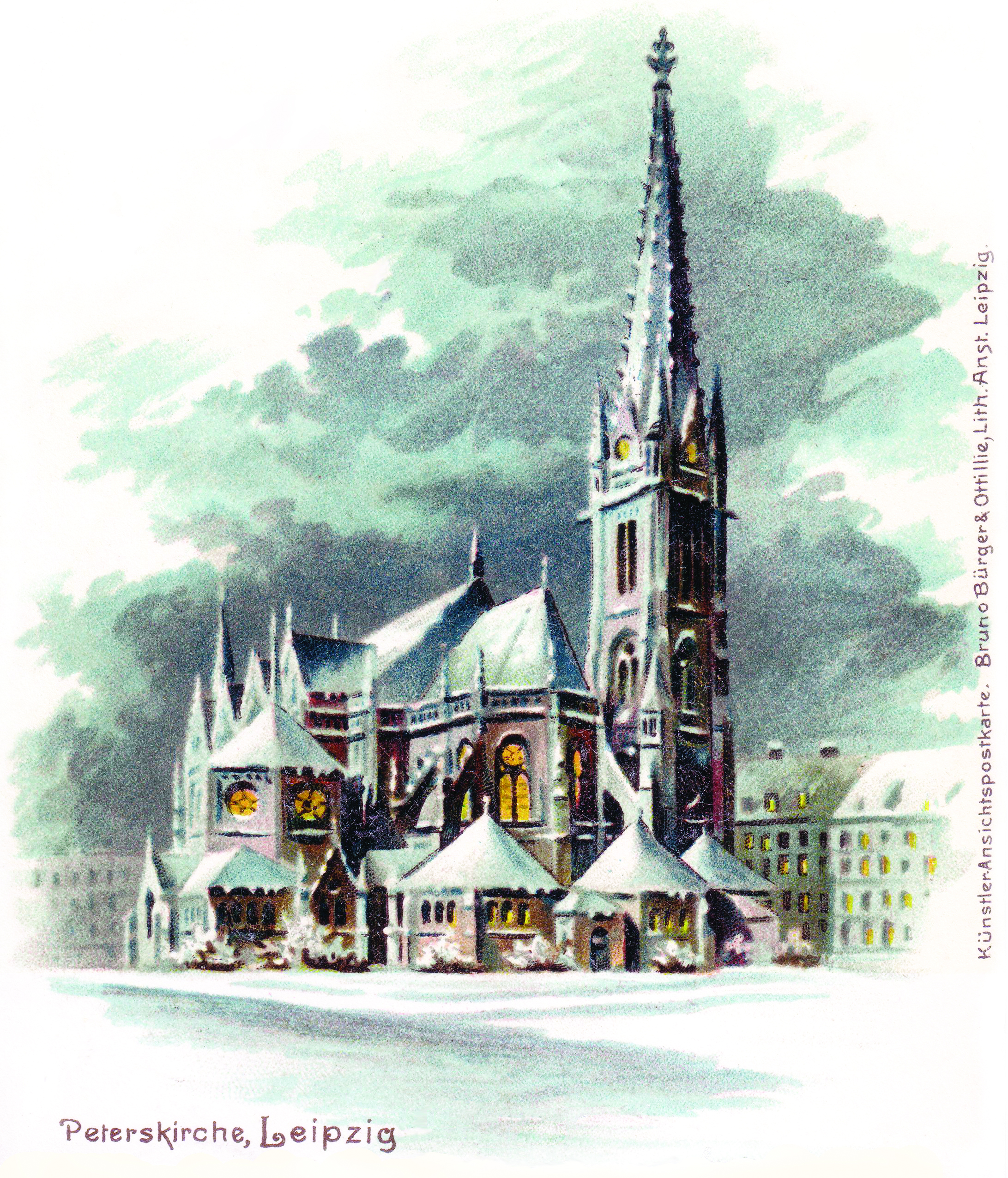
Peterskirche Leipzig, Lithographie der Peterskirche Leipzig, Bruno Bürger & Ottilie, Leipzig, 1898
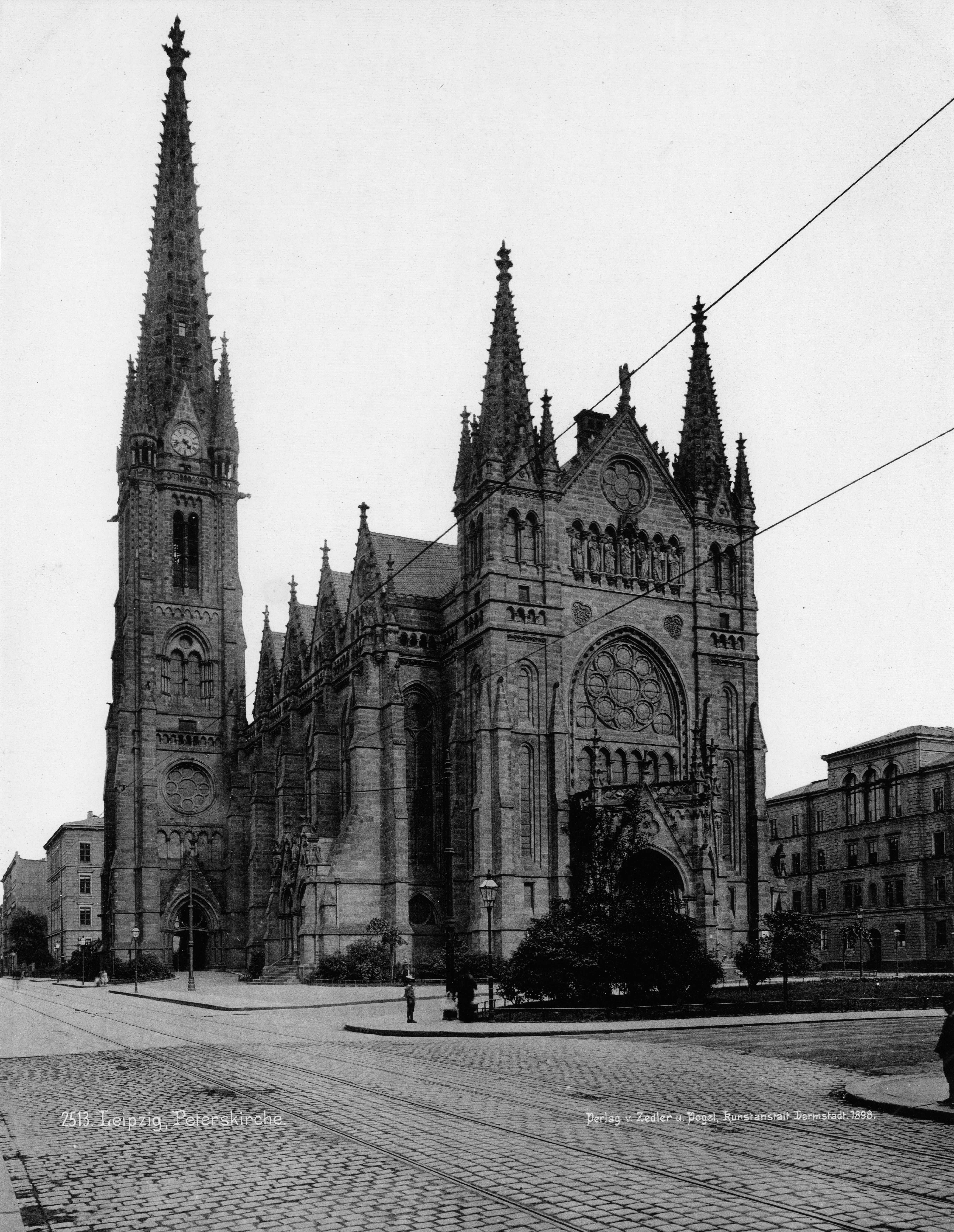
Peterskirche Leipzig, Fotografie, Zedler und Vogel, Kunstanstalt Darmstadt, 1898
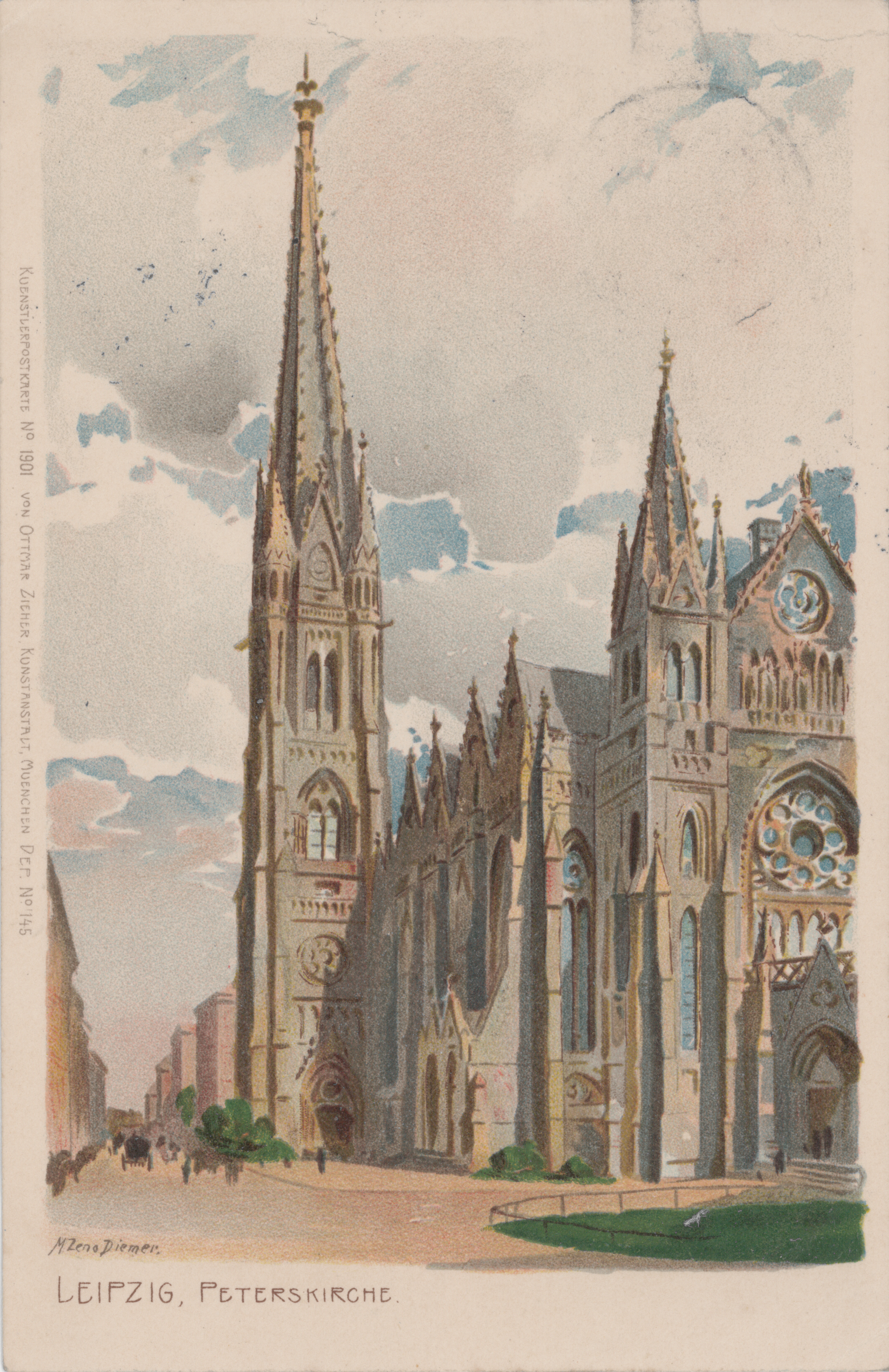
Peterskirche Leipzig, Künstlerpostkarte von Michael Zeno Diemer, um 1905
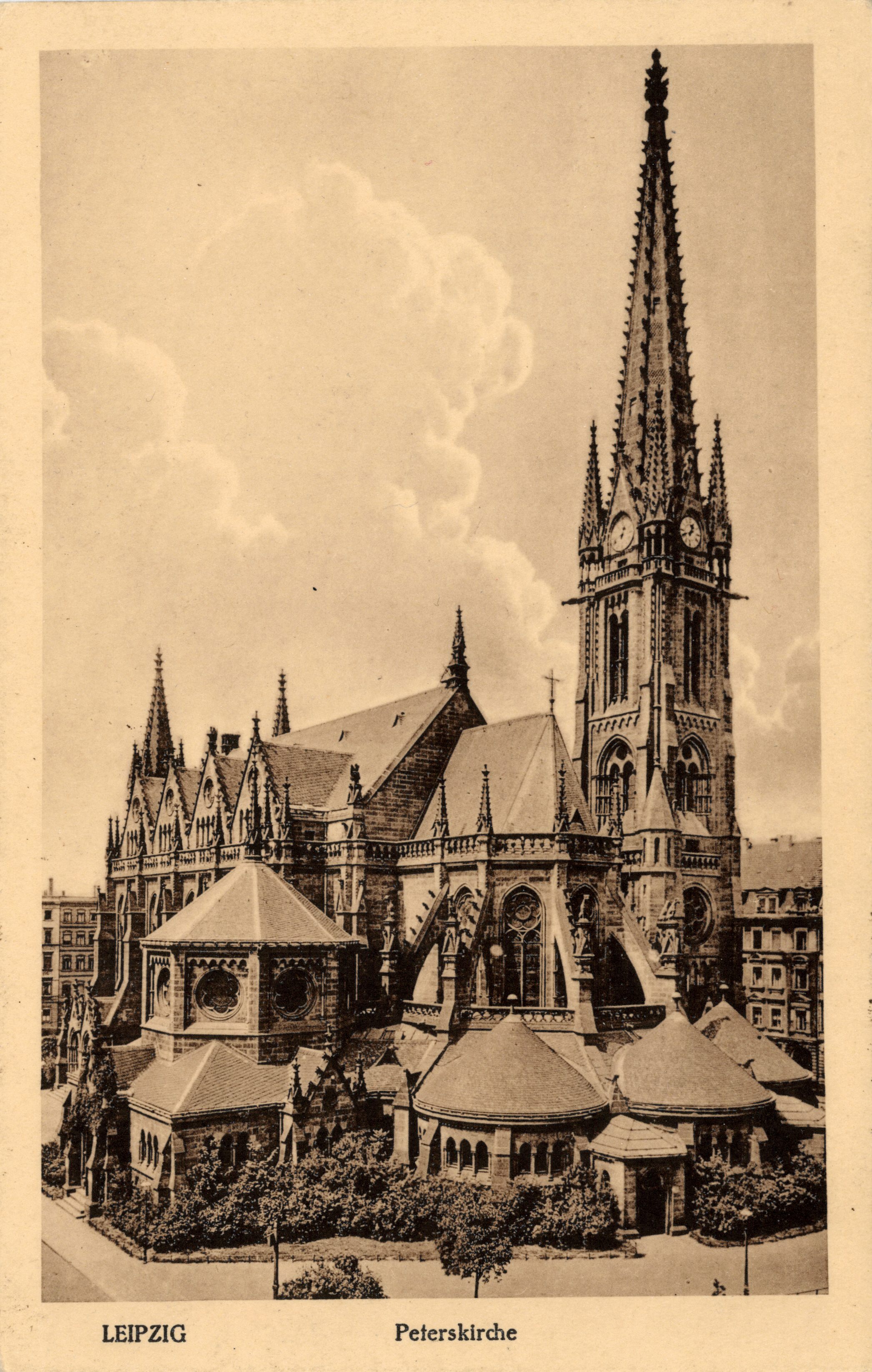
Peterskirche Leipzig, Ansichtskarte, um 1910